# Diocesi di Carinola

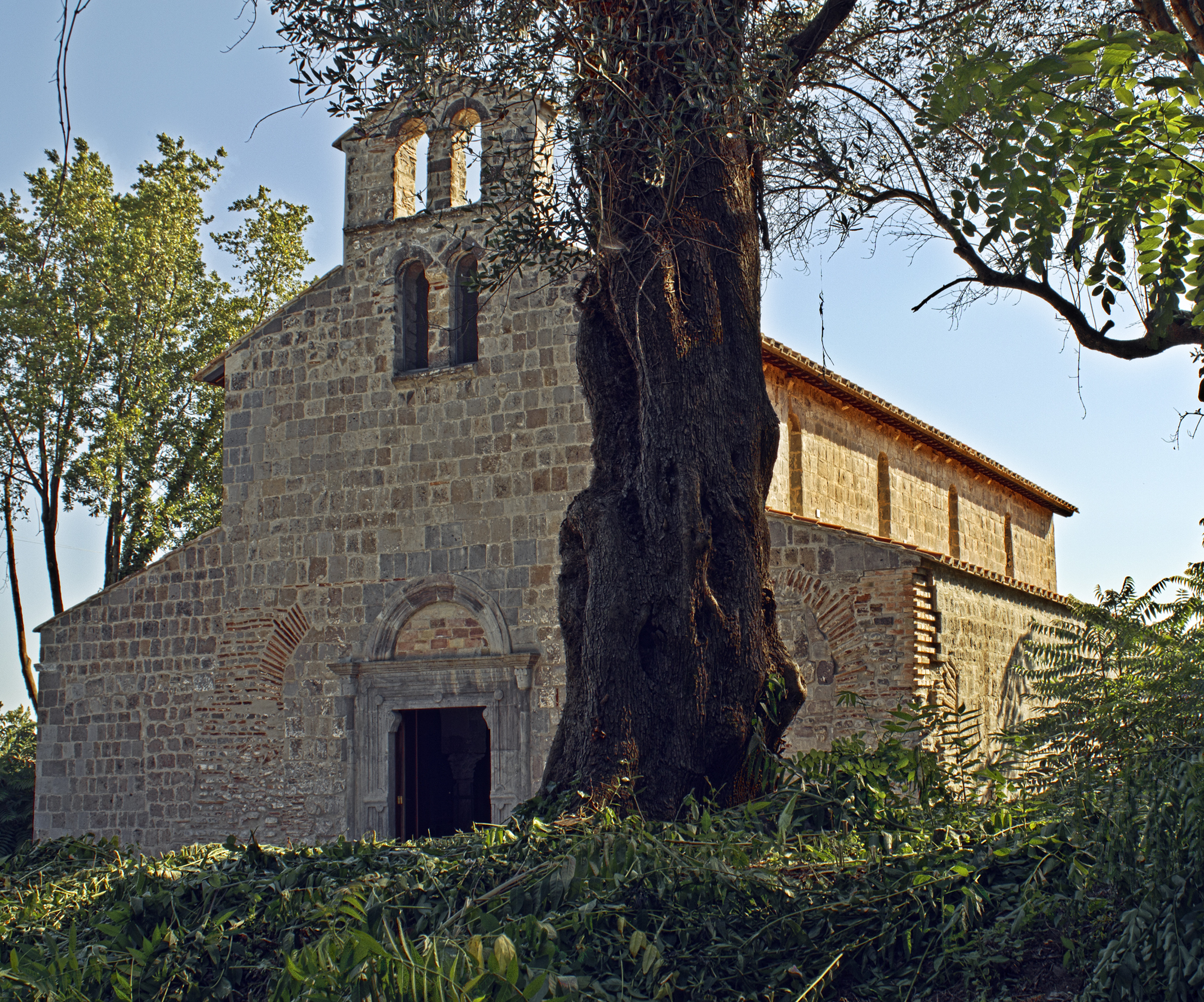
La chiesa di Santa Maria in Foro Claudio, comunemente conosciuta come episcopio, realizzata verso l'XI secolo su una struttura di culto precedente, sede episcopale successiva a quella di Forum Popilii.

La diocesi di Carinola (in latino Dioecesis Calinensis o Carinolensis) è una sede soppressa e sede titolare della Chiesa cattolica.

## Territorio
La diocesi si estendeva nella Campania settentrionale, nell'odierna provincia di Caserta, e comprendeva gli odierni comuni di Carinola, Mondragone e Falciano, e le frazioni carinolesi di Oppido, Casale, Casanova, Nocelleto, Santa Croce, San Donato e Ventaroli.
Sede vescovile era la città di Carinola, dove fungeva da cattedrale la chiesa dei Santi Bernardo e Martino.

## Storia
La diocesi di Carinola trae origine da un'antica diocesi campana, attestata sul finire del V secolo, con sede nella città romana di Forum Popilii, nell'ager Falernus, corrispondente all'odierna località di Civitarotta (comune di Carinola). Nel 496 papa Gelasio I scrive a Rustico e Fortunato, vescovi forse di Minturno e di Sessa, di investigare circa lo stato di salute del vescovo Foropopiliensis. Come riferisce Lanzoni, «l'incerta lezione dei codici non permette di stabilire se un Sabinus ricordato nella lettera sia il nome del vescovo stesso di Forumpopilii o di un laico».
Questo anonimo vescovo è l'unico attribuibile con certezza alla diocesi campana. Diversi autori hanno assegnato a Forum Popilii altri vescovi, ma la loro attribuzione alla nostra sede è alquanto incerta, a causa dell'omonimia con altre diocesi italiane dell'epoca, in particolare la diocesi di Forum Clodii (dioecesis Foroclodiensis), nella Tuscia viterbese, la diocesi di Populonia (dioecesis Populoniensis) in Etruria, e la diocesi di Forlimpopoli (dioecesis Foropopuliensis) in Romagna.
La diocesi di Forum Popilii non sopravvisse all'invasione longobarda e secondo Giuseppe Guadagno sarebbe stata soppressa nel VI secolo da papa Gregorio Magno. Scrive Ricciardone, che «in questo periodo, o poco prima, la dislocazione della sede vescovile da Forum Popilii in un diverso ambito dell'ager Falernus, nella fattispecie l'Episcopio di Ventaroli, avrebbe più senso per il forte ridimensionamento del centro urbano». La sede vescovile sarebbe stata traslata in località Ventaroli (nel comune di Carinola), nella chiesa di Santa Maria in Foro Claudio, comunemente conosciuta come episcopio, «nel luogo dove si vorrebbe esistito il Forum Claudii». Delle sorti di questa diocesi non si conosce nulla.
Nel territorio di queste antiche sedi sorse, nell'XI secolo, la diocesi di Carinola, con il santo vescovo Bernardo, primo vescovo carinolese, documentato con certezza nell'anno 1101 e morto nel 1109. Secondo la vita di Bernardo, il vescovo, succeduto a Giovanni e consacrato nel 1087, avrebbe trasferito la sede episcopale da Forum Claudii nella nuova cattedrale di Carinola attorno al 1094; invece, una lapide posta all'interno della cattedrale nel 1725 attribuisce la traslazione all'anno 1100, con l'approvazione di papa Pasquale II. Tuttavia sull'attendibilità storica di questi documenti non c'è unanimità fra gli storici.
La diocesi era suffraganea dell'arcidiocesi di Capua. In un documento indirizzato da papa Innocenzo II nel 1138 al vescovo Bertramo, vengono delineati per la prima volta i confini della diocesi, rimasti invariati fino all'Ottocento.
A partire dal XIII secolo, la diocesi vide una notevole presenza di francescani che nella località di Casanova costruirono un loro convento; uno di questi, Pietro Borbelli, fu eletto vescovo nel 1326. Esisteva inoltre un monastero sul Monte Massico, dedicato a san Martino, le cui reliquie furono fatte trasferire da san Bernardo nella cattedrale di Carinola attorno al 1094. Altri religiosi divennero vescovi carinolesi nel XIV secolo, tra cui agostiniani e domenicani.
Il vescovo Bartolomeo Capranica (1549-1572) prese parte al concilio di Trento. Nello stesso periodo fu aperto un seminario diocesano. Girolamo Vincenzo Cavaselice (1640-1662) fece costruire un palazzo vescovile in località Casale ed apportò i primi restauri alla cattedrale, semi distrutta da un incendio nel 1644, restauri che furono completati dal vescovo Antonio della Marra (1706-1714). In alcuni periodi i vescovi risiedettero nel castello di Mondragone.
Nel XVIII secolo non mancarono momenti di tensione fra l'autorità ecclesiastica e quella civile; il vescovo Nicola Michele Abati (1724-1733) subì ben due attentati, dai quali ne uscì tuttavia illeso; per calmare gli animi la Santa Sede decise il suo trasferimento a Squillace.
Il 27 giugno 1818 con la bolla De utiliori di papa Pio VII la diocesi fu soppressa ed il suo territorio aggregato a quello della diocesi di Sessa Aurunca. Appena si divulgò la notizia della sua soppressione, gli abitanti di Carinola assaltarono il palazzo episcopale « bruciando l'archivio diocesano con l'inestimabile perdita di parecchi documenti storici».
Dal 1968 Carinola è annoverata tra le sedi vescovili titolari della Chiesa cattolica; la sede è vacante dal 20 giugno 2025.

## Cronotassi

### Vescovi
- Anonimo (Sabino ?) † (menzionato nel 496)
- Giovanni I ? † (menzionato nel 1071)[14]
- San Bernardo † (1087 - 12 marzo 1109 deceduto)
- Giroldo † (menzionato nel 1113)
- Bertramo † (menzionato nel 1138)[15]
- Rogerio † (menzionato nel 1191)[16]
- Roccio † (menzionato dal 1209 al 1215)[16]
- Anonimo † (prima del 1218[17] - 1221 deposto)
- Anonimo † (menzionato come "vescovo eletto" nel 1225)[16]
- Anonimo † (menzionato nel 1229)[16]
- Anonimo † (menzionato nel 1233)[16]
- Pietro † (prima del 1239[16] - 26 marzo 1252 nominato arcivescovo di Sorrento)
- Stefano † (21 aprile 1252 - ?)
- Berteratino ? † (menzionato nel 1270)[18]
- Paolo di Sant'Elia † (prima del 1257 - dopo il 1287 deceduto)[16]
- Roberto † (22 giugno 1291 - ?)
- Giovanni II † (prima del 1304 - ? deceduto)
- Pietro Borbelli, O.F.M. † (15 gennaio 1326 - 4 maggio 1330 nominato vescovo di Valva)
- Nicola di Pietro Rainaldi † (25 maggio 1330 - 30 ottobre 1333 nominato vescovo di Valva)
- Bonagiunta, O.E.S.A. † (30 ottobre 1333 - ? deceduto)
- Bernardo Aggeri, O.E.S.A. † (10 novembre 1348 - ? deceduto)
- Giovanni III, O.E.S.A. † (4 febbraio 1359 - ? deceduto)
- Feo † (16 ottobre 1360 - 8 novembre 1361 nominato arcivescovo di Siponto)
- Riccardo Tedaldi, O.P. † (17 novembre 1361 - ?)
- Martino † (? - 1364 nominato vescovo di Sora)
- Giuliano † (23 dicembre 1364 - ? deceduto)
- Giovanni IV † (26 giugno 1388 - ?)
  - Matteo da Melfi † (13 dicembre 1388 - ?) (antivescovo)
- Marco † (2 dicembre 1402 - ? deceduto)
- Giacomo di Guglielmo † (4 luglio 1412 - 1446 deceduto)
- Carlo Sforzati † (3 febbraio 1447 - ? deceduto)
- Francesco Grassolo † (21 novembre 1477 - 1481 deceduto)
- Stabile Zarrillo † (8 febbraio 1482 - 1486 deceduto)
- Giovanni di Castello † (10 maggio 1486 - circa 1501 deceduto)
- Pietro Gamboa † (circa 1501 succeduto - ?)
- Giovani Antonio Orfei † (18 novembre 1510 - 1518 deceduto)
- Giovanni Francesco d'Anna † (10 novembre 1518 - 1521 dimesso)
- Ferdinando d'Anna † (16 ottobre 1521 - 21 ottobre 1530 nominato arcivescovo di Amalfi)
- Juan Canuti † (21 ottobre 1530 - 15 gennaio 1535 nominato vescovo di Cariati e Cerenzia)
- Taddeo Pepoli, O.S.B.Oliv. † (15 gennaio 1535 - 1549 deceduto)
- Bartolomeo Capranica † (9 aprile 1549 - 1572 deceduto)
- Sisto Diuzioli, C.R.L. † (2 giugno 1572 - 1577 deceduto)
- Meliaduce Suico † (14 agosto 1577 - 1581 deceduto)
- Nicola Antonio Vitellio † (11 settembre 1581 - 1594 deceduto)
- Giovanni Vitellio, C.R. † (1594 succeduto - 14 dicembre 1609 nominato vescovo di Capaccio)
- Arcangelo Rossi, C.R.L. † (11 gennaio 1610 - 1618 deceduto)
- Alessandro Bosco † (20 novembre 1619 - 8 agosto 1622 nominato vescovo di Gerace)
- Antonio Bonfiglioli † (19 settembre 1622 - 1624 dimesso)
- Onofrio Sersagli † (7 ottobre 1624 - 1640 deceduto)
- Girolamo Vincenzo Cavaselice † (13 agosto 1640 - 1662 deceduto)
- Paolo Airolo, C.R.M. † (9 giugno 1664 - settembre 1702 deceduto)
- Alfonso del Balzo † (15 gennaio 1703 - 24 luglio o settembre 1705 deceduto)
- Antonio della Marra, C.R. † (25 gennaio 1706 - 13 maggio 1714 deceduto)
  - Sede vacante (1714-1718)
- Domenico Antonio Cirillo † (10 gennaio 1718 - 14 febbraio 1724 nominato vescovo di Teano)
- Nicola Michele Abati † (26 giugno 1724 - 28 settembre 1733 nominato vescovo di Squillace)
- Giacinto Verdesca † (1º ottobre 1733 - settembre 1747 deceduto)
- Giovanni Bufalini † (18 dicembre 1747 - 28 novembre 1748 deceduto)
- Antonio Francesco de Plato † (3 marzo 1749 - 3 marzo 1760 nominato vescovo di Tricarico)
- Francesco Antonio Salomone † (3 marzo 1760 - 16 maggio 1766 deceduto)
- Tommaso Zarone † (21 luglio 1766 - agosto 1791 deceduto)
- Giovanni Gaetano del Muscio, Sch. P. † (26 marzo 1792 - 18 dicembre 1797 nominato vescovo di San Severo)
- Salvatore de Luca † (18 dicembre 1797 - circa 1813 deceduto)
  - Sede vacante (1813-1818)
  - Sede soppressa

### Vescovi titolari
- Amado Paulino y Hernández † (25 febbraio 1969 - 9 marzo 1985 deceduto)
- Frederick Bernard Henry † (18 aprile 1986 - 24 marzo 1995 nominato vescovo di Thunder Bay)
- Manfred Melzer † (9 giugno 1995 - 9 agosto 2018 deceduto)
- Carlos Enrique Curiel Herrera, Sch. P. (27 dicembre 2018 - 30 marzo 2021 nominato vescovo di Carora)
- Anthony John Ireland (14 maggio 2021 - 20 giugno 2025 nominato arcivescovo di Hobart)